# Grande cuisine
 (mars 2008).
Si vous disposez d'ouvrages ou d'articles de référence ou si vous connaissez des sites web de qualité traitant du thème abordé ici, merci de compléter l'article en donnant les références utiles à sa vérifiabilité et en les liant à la section « Notes et références ».

La haute gastronomie, ou grande cuisine, fait référence à la cuisine des grands établissements, restaurants gastronomiques et hôtels de luxe en France. Par extension, l'expression française « haute gastronomie » est également utilisée dans les établissements de luxe internationaux, du fait de la réputation de la haute gastronomie française, considérée comme la référence mondiale par son histoire et ses chefs.
La haute gastronomie se caractérise par des préparations méticuleuses et une présentation soignée de mets, en général de prix élevé, accompagnés par exemple d’un vin rare tout aussi cher. L’équipe hôtelière entourant le service de ces plats est aussi en général très diversifiée.
La notion de grande cuisine fait également référence à la réglementation contre les risques d'incendie dans les établissements recevant du public, en tant qu'installation d'appareils de cuisson destinés à la restauration (arrêté du 25 juin 1980 modifié).

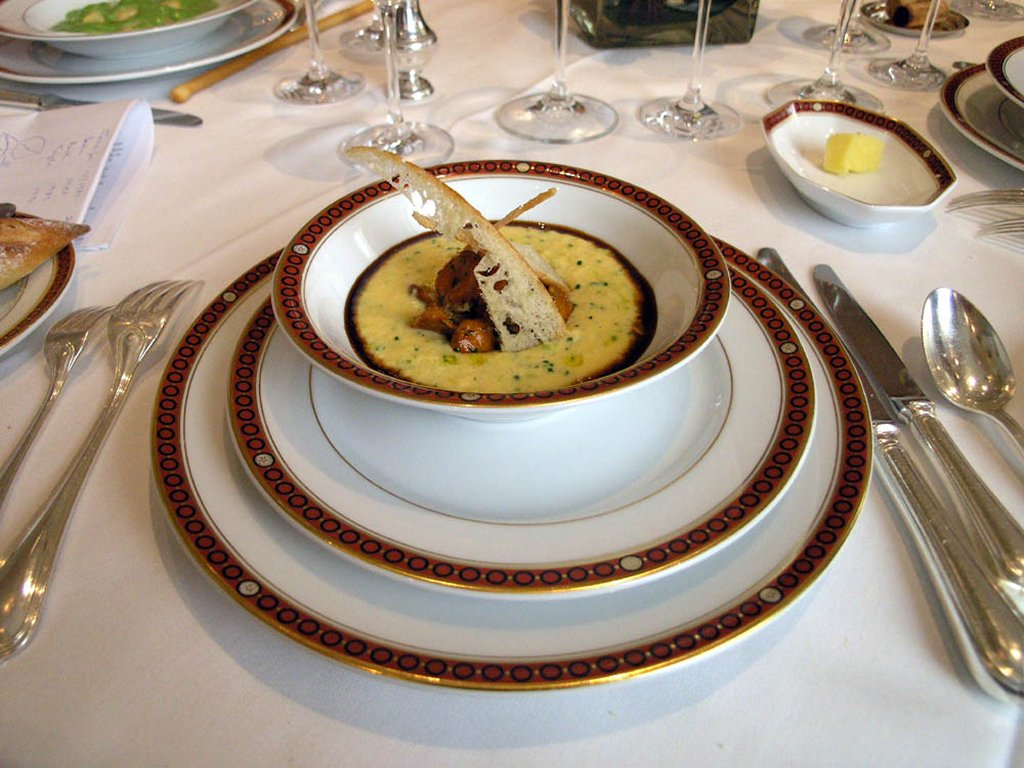
Un exemple de haute cuisine française.

## Histoire

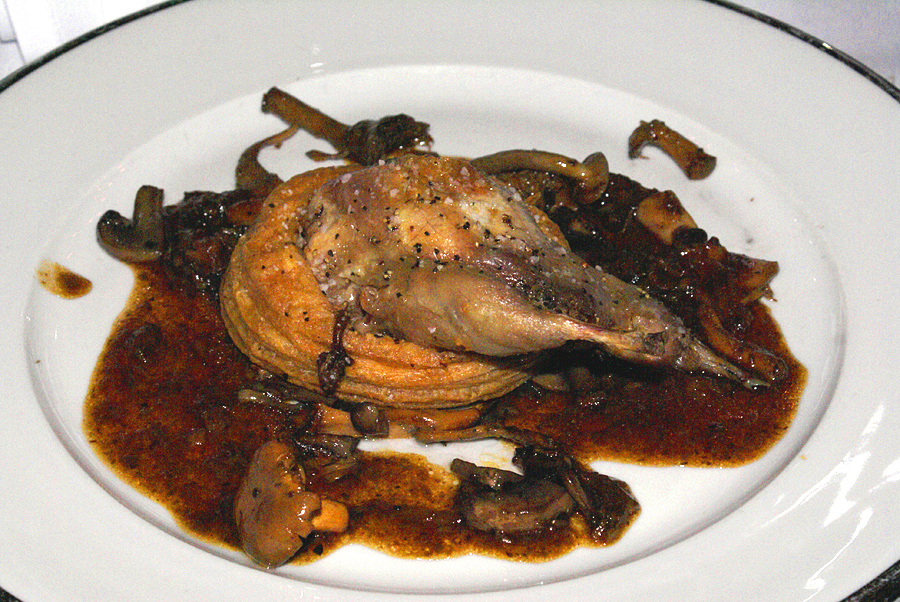
Caille en sarcophage, un autre exemple de haute cuisine française.

Jusque dans les années 1970, cette grande cuisine se définissait par la tradition de la « cuisine classique » française, codifiée notamment par Marie-Antoine Carême.
Toutefois, l’émergence du mouvement culinaire de la nouvelle cuisine a conduit à une régénération de la haute cuisine.
De nos jours, la haute cuisine n’est pas définie par un style particulier, car elle peut tout aussi bien qualifier la cuisine fusion que la cuisine moléculaire ou encore la cuisine régionale. En général, ce sont les critiques tels que le Guide Michelin et Millau, qui attribuent le titre de « haute cuisine » à la carte des restaurants ; c'est donc plus une distinction qu'un type de cuisine.